# Bunut Baok
Bunut Baok is een bestuurslaag in het regentschap Centraal-Lombok van de provincie West-Nusa Tenggara, Indonesië. Bunut Baok telt 8766 inwoners (volkstelling 2010).